# Варкен, Нина
Нина Ингрид Варкен (нем. Nina Ingrid Warken, урождённая Бендер, Bender; род. 15 мая 1979, Бад-Мергентхайм) — немецкий юрист, политический и государственный деятель. Член «Христианско-демократического союза» (ХДС). Министр здравоохранения Германии с 6 мая 2025 года. Член бундестага с 2013 по 2017 год и с 2018 года.

## Биография
Родилась 15 мая 1975 года в Бад-Мергентхайме.
В 1998 году окончила гимназию имени Матиаса Грюневальда (MGG) в Таубербишофсхайме. В 2002 году окончила Гейдельбергский университет, где изучала право. В 2003 году сдала первый юридический государственный экзамен. Проходила стажировку в Земельном суде Мосбаха. В 2005 году сдала второй юридический государственный экзамен. 
С 2006 года имеет лицензию адвоката, работала юристом в юридических фирмах среднего размера. 
С 1999 по 2014 год — член «Молодёжного союза Германии», в 2006—2014 годах — заместитель федерального председателя Союза. С 2000 года — член «Христианско-демократического союза» (ХДС). С 2023 года — генеральный секретарь ХДС Баден-Вюртемберга.
С 2015 по 2023 год — председатель компании THW Landesvereinigung Baden-Württemberg e.V., которая представляет интересы добровольцев Федерального агентства по оказанию технической помощи (THW) в земле Баден-Вюртемберг.
С 2004 по 2024 год — член городского совета Таубербишофсхайма. С 2014 по 2019 год — депутат совета района Майн-Таубер.
Депутат бундестага с 2013 по 2017 год и с 2018 года.
6 мая 2025 года получила портфель министра здравоохранения Германии в правительстве под руководством федерального канцлера Фридриха Мерца. Сменила Карла Лаутербаха, который занимал пост с 8 декабря 2021 года.

## Личная жизнь
Католичка.
Замужем, имеет троих детей.